# Свято-Троїцька церква (Гостролуччя)
Свято-Троїцька церква — руїни православного храму у селі Гостролуччя Баришівського району Київської області; станом на 2012 рік — пам'ятка архітектури.

## Опис
Форма церкви - рівнокінцевий хрест, що типово для класицизму. Церква має довжину 20,8 м, ширину 12,6 м. Висота стін до карнизу становить 7 метрів (така висота збереглася лише у бабинці, східна частина храму - до 3,7 метрів). Збереглися елементи зовнішньої оздоби, зокрема обрамлення вікон та вхідних дверей. Оздоблення храму типове для стилю бароко. 
Церква була однобанною, главку було покрито гонтом та пофарбовано у зелений колір. Баню було покрито білою жерстю. Дзвіниця була чотирикутна, двоярусна. Дзвони висіли у другому ярусі.

## Історія храму
Першу Свято-Троїццьку церкву було побудовано у Гостролуччі у XVII століття. У церкві-попередниці зберігався дзвін, відлитий 1612 року.
Замість старого дерев'яного храму 1784 року коштом Григорія Григоровича Іваненка було закладено будівництво нового цегляного храму. 12 травня 1784 року єпископ Переяславський та Бориспільський Іліріон видав архієрейську грамоту щодо дозволу будувати нову церкву замість старої:
|  | Божиею милостию Смиренный Иларион Епископ Переяславский и Бориспольский ... А по обстоятельствам следственного дела, из духовного Барышевского Правления присланного, о устроении того ведомства в селе Остролучьях на место обветшалой деревянной Троицкой церкви, новой каменной, о двух престолах..., о чем и сего мая 11 числа Помещик того села Господин Бригадир Григорий Григориев Иваненко особо нас просил.... Мы Пастырь, Божие благословение препосылая в благопоспешество в делах и намерениях Его Господина Бригадира Иваненка, Благоволили: показанную старую Троицкую церковь разобрав, новую о двух престолах на прежнем месте ... заложить, и по заложения Консисторию Нашу Рапортовать... |

1787 року церкву було завершено. Водночас було збудовано цегляну 2-ярусну дзвіницю, що розташовувалася окремо, на південь від церкви. 
Церква була парафіяльною до 1836 року, коли було завершено будівництво нового великого Свято-Миколаївського храму. Нова церква вміщувала усіх парафіян села, тому з 1836 року Свято-Троїцька церква стає приписною. Усе цінне церковне майно було перенесено до нового храму. Тому у ХІХ-на початку ХХ століття ця церква не перебудовувалася і досьогодні зберегла первісні риси архітектури.
Ще наприкінці ХІХ століття священик Антоній Соколовський звертав увагу на стан церкви: 
|  | Грустный вид представляют собой и храм и колокольня: стены покрылись зеленою плесенью, штукатурка во многих местах обвалилась, крыши облиняли и почернели, окна повыбиты с рамами и затянуты проволочными сетками. Все вопиет громко о поновлении, да нет средств, а церковь еще крепка... |

У радянський час храм використовується не за призначенням. До 1957 року у храмі діяв магазин, з 1965 до 1970-х років - Гостролуцьке споживче товариство. У ці десятиліття храм було пошкоджено - центральну та східну частину церкви розібрано до висоти 3,7 м, розібрано прибудовану з південного боку вівтаря паламарню. Повністю втрачено двоярусну дзвіницю.
Церкву досьогодні не відновлено, адже у селі діє і перебуває у доброму стані Свято-Миколаївський храм. Стан церкви дозволяє здійснити відбудову. 2012 року храм набув статусу щойно виявленої пам'ятки архітектури .